# VII SS-Armeekorps
Il VII. SS-Armeekorps operò tra l'ottobre 1943 e il giugno 1944 per poi essere assorbito dal IV. SS-Panzerkorps.

## Comandante
| Grado                | Nome                     | Inizio incarico | fine incarico  |
| SS-Obergruppenführer | Mathias Kleinheisterkamp | 3 ottobre 1943  | 30 giugno 1944 |

## Area di operazioni
| Fronte           | inizio operazioni | fine operazioni |
| Francia          | Ottobre 1943      | Settembre 1944  |
| Fronte Orientale | Settembre 1944    | Maggio 1945     |

## Ordine di battaglia
| unità militari appartenenti al "VII SS-Armeekorps" |
| Stabs-und Korpstruppen nr. 107                     |
| SS-Nachrichten Abteilung 107                       |
| SS-Korpskartenstelle (mot) 107                     |
| Schwere SS-Beobachtungs-batterie 107               |
| SS-werfer-abteilung 107                            |
| SS-Flak-kompanie 107                               |
| SS-Korps-Nachschubtruppen                          |
| SS-Sanitats-Abteilung 107                          |
| SS-Feldgendarmerie trupp (mot) 107                 |
| SS-Feldlazzarett 50/107                            |
| SS-Feldpostamt (mot) 107                           |
| SS-Sicherungs-kompanie 107                         |
| SS-krankenkraftwagen-zug 107                       |
| SS-Bekleidungs-Instandsetzungs Kompanie (mot)      |

| divisioni appartenenti al "VII SS-Armeekorps" |
| 3 ottobre 1943: divisioni                     |
| "Frundsberg"                                  |
| "Götz von Berlichingen"                       |